# Dieter Michalek
Dieter Michalek (* 23. Juni 1937 in Berlin) ist ein ehemaliger deutscher Tischtennisspieler. Mitte der 1950er bis Anfang der 1960er Jahre gehörte er zu den besten deutschen Tischtennisspielern. Er wurde zweimal deutscher Meister im Doppel und einmal im Mixed.

## Nationale Erfolge
Michalek kam 1946 aus Ostberlin nach Mörfelden. Die meiste Zeit seiner Laufbahn als Leistungssportler spielte er beim TTC Mörfelden, nämlich 1953 bis 1968 mit einer zweijährigen Unterbrechung, als er 1962/63 beim TTC Rot-Weiß Hamburg und 1963/64 beim Hamburger SV spielte und in Hamburg Versicherungswissenschaft studierte. Mit Mörfelden wurde er von 1955 bis 1957 sowie 1960 insgesamt viermal deutscher Mannschaftsmeister. 1962 wurde er in Münster deutscher Hochschulmeister durch einen Endspielsieg über Eberhard Schöler. Im Doppel gewann er den Studententitel mit Heinz Niemeyer. Bei den Deutschen Hochschulmeisterschaften im Wintersemester 1965/66 gewann er mit der Mannschaft der Universität Hamburg, zu der unter anderem auch Rüdiger Reinecke, Ingolf Klüssendorf (beide TTC Rot-Weiß Hamburg) und Hans-Jürgen Freimuth (Werder Bremen) gehörten, den Titel, nachdem zuvor die Universität zu Köln zwölfmal in Folge gewonnen hatte. Bei den nationalen deutschen Meisterschaften gewann er zusammen mit Erich Arndt 1962 und 1963 den Titel. Im Mixed siegte er 1960 mit Hannelore Schlaf. 1962 und 1964 wurde er Vizemeister im Einzel, jeweils hinter Eberhard Schöler. 1962 siegte er im Bundesranglistenturnier. In der deutschen Rangliste belegte er 1962 und 1964 Platz drei.
Nach dem Ende seiner Karriere als Leistungssportler spielte Michalek in unteren Klassen, zunächst von 1976 bis 1987 beim SC Olympia Lorsch, dann beim TTC Lampertheim (bis 1988) und nach einer Pause ab 2001 beim TTV Topspin Lorsch.

## Internationale Erfolge
Michalek absolvierte 19 Länderspiele. Erstmals wurde er im November 1960 gegen Österreich eingesetzt, wo er zwei Einzel gewann und eines verlor. Bei der Europameisterschaft 1962 in Berlin erreichte er im Einzel das Achtelfinale, im Doppel das Viertelfinale und mit der Mannschaft das Halbfinale. Bei der Weltmeisterschaft 1963 gewann er mit dem deutschen Team Bronze.
Titel im Doppel holte er 1961 mit Hans Wilhelm Gäb bei den Internationalen Meisterschaften der Niederlande sowie bei den 1962 mit Erich Arndt bei den Internationalen Meisterschaften von Schweden. Im Mixed siegte er bei den Internationalen deutschen Meisterschaften 1961 mit Agnes Simon.

## Privat
Michalek erwarb 1961 den Kaufmannsgehilfenbrief.

## Turnierergebnisse
| Verband | Veranstaltung       | Jahr | Ort    | Land | Einzel     | Doppel        | Mixed     | Team |
| ------- | ------------------- | ---- | ------ | ---- | ---------- | ------------- | --------- | ---- |
| FRG     | Europameisterschaft | 1962 | Berlin | FRG  | letzte 16  | Viertelfinale |           |      |
| FRG     | Weltmeisterschaft   | 1963 | Prag   | TCH  | letzte 128 | letzte 32     | letzte 64 | 3    |